# Takli Island Archeological District
 (mars 2021).
Le Takli Island Archeological District est un district historique américain dans le borough de l'île Kodiak, en Alaska. Protégé au sein des parc national et réserve de Katmai, il est inscrit au Registre national des lieux historiques depuis le 23 mai 1978.